# Gnaeus Manlius Capitolinus Imperiosus
Gnaeus Manlius Capitolinus Imperiosus war ein der Patrizierfamilie der Manlier entstammender Politiker der Römischen Republik. Er amtierte 359 und 357 v. Chr. als Konsul sowie 351 v. Chr. als Zensor.

## Leben
Gnaeus Manlius Capitolinus Imperiosus, dessen Vater laut den Fasti Capitolini das Pränomen Lucius und dessen Großvater nach der gleichen Quelle das Pränomen Aulus führte, erreichte zusammen mit Marcus Popillius Laenas 359 v. Chr. das Konsulat. Angeblich wehrten die beiden Konsuln zusammen einen unbedeutenden Handstreich der Tiburtiner gegen Rom ab.
Zwei Jahre später, 357 v. Chr., wurde Manlius wohl zum zweiten Mal Konsul, doch ist die Gleichsetzung des Konsuls von 359 mit jenem von 357 v. Chr. nicht völlig sicher, da keine der erhaltenen antiken Quellen beim Jahr 357 v. Chr. eine Iterationsziffer bietet. Sein diesjähriger Amtskollege war Gaius Marcius Rutilus. Manlius führte Krieg gegen die Falisker. Während seiner Amtszeit dürfte auch ein Plebiszit über die Höhe des Zinsfußes abgehalten worden sein.
Wohl nicht geschichtlich ist die Nachricht des römischen Historikers Titus Livius, dass ein offenbar mit dem hier behandelten Konsul identischer Gnaeus Manlius 356 v. Chr. Interrex gewesen sei. Dagegen gilt als gesichert, dass Manlius 351 v. Chr. gemeinsam mit seinem Konsulatskollegen von 357 v. Chr., Gaius Marcius Rutilus, als Zensor fungierte und dass er 345 v. Chr. Magister equitum (Reiterführer) des Diktators Lucius Furius Camillus war.